# Tour de Slovénie 2024
Le Tour de Slovénie 2024 est la 30e édition de cette course cycliste sur route masculine. Il a lieu en cinq étapes du 12 au 16 juin 2024, en Slovénie sur une distance totale de 834,4 km. La course fait partie du calendrier UCI ProSeries 2024 en catégorie 2.Pro.

## Présentation

### Parcours
La 4e étape entre Škofljica et le Krvavec est l'étape reine du Tour de Slovénie 2024. En fin d'étape, elle grimpe le mont Krvavec, une montée de 11,7 km avec une pente moyenne de 7,7 % et une arrivée au sommet.

### Équipes[3]
| WorldTeams (7)- Bora-Hansgrohe - Bahrain Victorious - EF Education-EasyPost - Ineos Grenadiers - Team Jayco AlUla - UAE Team Emirates - Groupama-FDJ ProTeams (11)- Bingoal WB - Caja Rural-Seguros RGA - Corratec-Vini Fantini - Equipo Kern Pharma - Euskaltel-Euskadi - Q36.5 Pro Cycling Team - Polti Kometa - Tudor Pro Cycling Team - Uno-X Mobility - VF Group-Bardiani CSF-Faizané - TotalEnergies Équipes continentales (5)- Adria Mobil - Ljubljana Gusto Santic - Sava Kranj Cycling - Santic-Wibatech - Pierre Baguette Cycling |
| |

## Étapes[4]
| Étape     | Date    | Villes étapes           | type              | Distance (km) | Vainqueur d'étape | Leader du classement général |
| --------- | ------- | ----------------------- | ----------------- | ------------- | ----------------- | ---------------------------- |
| 1re étape | 12 juin | Murska Sobota – Ormož   | étape de plaine   | 191,9         | Dylan Groenewegen | Dylan Groenewegen            |
| 2e étape  | 13 juin | Žalec – Rogaska Slatina | étape vallonnée   | 177,9         | Phil Bauhaus      | Phil Bauhaus                 |
| 3e étape  | 14 juin | Ljubljana – Nova Gorica | étape vallonnée   | 160,5         | Giovanni Aleotti  | Giovanni Aleotti             |
| 4e étape  | 15 juin | Škofljica – Krvavec     | étape de montagne | 147,2         | Pello Bilbao      | Giovanni Aleotti             |
| 5e étape  | 16 juin | Šentjernej – Novo Mesto | étape vallonnée   | 156,9         | Ben Healy         | Giovanni Aleotti             |

## Déroulement de la course

### 1reétape[5],[6]
| \| Classement de l'étape \| Classement de l'étape \| Classement de l'étape \| Classement de l'étape \| Classement de l'étape \| \| Coureur \| Coureur \| Pays \| Équipe \| Temps \| \| --------------------- \| --------------------- \| --------------------- \| ---------------------- \| --------------------- \| \| 1er \| Dylan Groenewegen \| Pays-Bas \| Team Jayco AlUla \| 4 h 35 min 00 s \| \| 2e \| Alexander Kristoff \| Norvège \| Uno-X Mobility \| + 0 s \| \| 3e \| Phil Bauhaus \| Allemagne \| Bahrain Victorious \| + 0 s \| \| 4e \| Giovanni Lonardi \| Italie \| Team Polti Kometa \| + 0 s \| \| 5e \| Sam Welsford \| Australie \| Bora-Hansgrohe \| + 0 s \| \| 6e \| Alberto Dainese \| Italie \| Tudor Pro Cycling Team \| + 0 s \| \| 7e \| Sandy Dujardin \| France \| TotalEnergies \| + 0 s \| \| 8e \| Marc Brustenga \| Espagne \| Equipo Kern Pharma \| + 0 s \| \| 9e \| Louis Blouwe \| Belgique \| Bingoal WB \| + 0 s \| \| 10e \| Paul Penhoët \| France \| Groupama-FDJ \| + 0 s \| |                    |           |                        |                 |
| |                    |           |                        |                 |
| Source : ProCyclingStats |                    |           |                        |                 |
| Classement de l'étape |                    |           |                        |                 |
| Coureur | Coureur            | Pays      | Équipe                 | Temps           |
| 1er | Dylan Groenewegen  | Pays-Bas  | Team Jayco AlUla       | 4 h 35 min 00 s |
| 2e | Alexander Kristoff | Norvège   | Uno-X Mobility         | + 0 s           |
| 3e | Phil Bauhaus       | Allemagne | Bahrain Victorious     | + 0 s           |
| 4e | Giovanni Lonardi   | Italie    | Team Polti Kometa      | + 0 s           |
| 5e | Sam Welsford       | Australie | Bora-Hansgrohe         | + 0 s           |
| 6e | Alberto Dainese    | Italie    | Tudor Pro Cycling Team | + 0 s           |
| 7e | Sandy Dujardin     | France    | TotalEnergies          | + 0 s           |
| 8e | Marc Brustenga     | Espagne   | Equipo Kern Pharma     | + 0 s           |
| 9e | Louis Blouwe       | Belgique  | Bingoal WB             | + 0 s           |
| 10e | Paul Penhoët       | France    | Groupama-FDJ           | + 0 s           |

| \| Classement général \| Classement général \| Classement général \| Classement général \| Classement général \| \| Coureur \| Coureur \| Pays \| Équipe \| Temps \| \| ------------------ \| ------------------ \| ------------------ \| ---------------------- \| ------------------ \| \| 1er \| Dylan Groenewegen \| Pays-Bas \| Team Jayco AlUla \| 4 h 34 min 50 s \| \| 2e \| Alexander Kristoff \| Norvège \| Uno-X Mobility \| + 4 s \| \| 3e \| Phil Bauhaus \| Allemagne \| Bahrain Victorious \| + 6 s \| \| 4e \| Jhonatan Narváez \| Équateur \| Ineos Grenadiers \| + 7 s \| \| 5e \| Ben Healy \| Irlande \| EF Education-EasyPost \| + 8 s \| \| 6e \| Matej Mohorič \| Slovénie \| Bahrain Victorious \| + 8 s \| \| 7e \| Domen Novak \| Slovénie \| UAE Team Emirates \| + 8 s \| \| 8e \| Szymon Tracz \| Pologne \| Santic-Wibatech \| + 8 s \| \| 9e \| Dylan Hopkins \| Australie \| Ljubljana Gusto Santic \| + 9 s \| \| 10e \| Giovanni Lonardi \| Italie \| Team Polti Kometa \| + 10 s \| |                    |           |                        |                 |
| |                    |           |                        |                 |
| Source : ProCyclingStats |                    |           |                        |                 |
| Classement général |                    |           |                        |                 |
| Coureur | Coureur            | Pays      | Équipe                 | Temps           |
| 1er | Dylan Groenewegen  | Pays-Bas  | Team Jayco AlUla       | 4 h 34 min 50 s |
| 2e | Alexander Kristoff | Norvège   | Uno-X Mobility         | + 4 s           |
| 3e | Phil Bauhaus       | Allemagne | Bahrain Victorious     | + 6 s           |
| 4e | Jhonatan Narváez   | Équateur  | Ineos Grenadiers       | + 7 s           |
| 5e | Ben Healy          | Irlande   | EF Education-EasyPost  | + 8 s           |
| 6e | Matej Mohorič      | Slovénie  | Bahrain Victorious     | + 8 s           |
| 7e | Domen Novak        | Slovénie  | UAE Team Emirates      | + 8 s           |
| 8e | Szymon Tracz       | Pologne   | Santic-Wibatech        | + 8 s           |
| 9e | Dylan Hopkins      | Australie | Ljubljana Gusto Santic | + 9 s           |
| 10e | Giovanni Lonardi   | Italie    | Team Polti Kometa      | + 10 s          |

### 2eétape[7]
| \| Classement de l'étape \| Classement de l'étape \| Classement de l'étape \| Classement de l'étape \| Classement de l'étape \| \| Coureur \| Coureur \| Pays \| Équipe \| Temps \| \| --------------------- \| --------------------- \| --------------------- \| ----------------------------- \| --------------------- \| \| 1er \| Phil Bauhaus \| Allemagne \| Bahrain Victorious \| 4 h 26 min 08 s \| \| 2e \| Alberto Dainese \| Italie \| Tudor Pro Cycling Team \| + 0 s \| \| 3e \| Luka Mezgec \| Slovénie \| Team Jayco AlUla \| + 0 s \| \| 4e \| Jonas Koch \| Allemagne \| Bora-Hansgrohe \| + 0 s \| \| 5e \| Jhonatan Narváez \| Équateur \| Ineos Grenadiers \| + 0 s \| \| 6e \| Alessandro Covi \| Italie \| UAE Team Emirates \| + 0 s \| \| 7e \| Filippo Fiorelli \| Italie \| VF Group-Bardiani CSF-Faizanè \| + 0 s \| \| 8e \| Giovanni Lonardi \| Italie \| Team Polti Kometa \| + 0 s \| \| 9e \| Matteo Moschetti \| Italie \| Q36.5 Pro Cycling Team \| + 0 s \| \| 10e \| Orluis Aular \| Venezuela \| Caja Rural-Seguros RGA \| + 0 s \| |                  |           |                               |                 |
| |                  |           |                               |                 |
| Source : ProCyclingStats |                  |           |                               |                 |
| Classement de l'étape |                  |           |                               |                 |
| Coureur | Coureur          | Pays      | Équipe                        | Temps           |
| 1er | Phil Bauhaus     | Allemagne | Bahrain Victorious            | 4 h 26 min 08 s |
| 2e | Alberto Dainese  | Italie    | Tudor Pro Cycling Team        | + 0 s           |
| 3e | Luka Mezgec      | Slovénie  | Team Jayco AlUla              | + 0 s           |
| 4e | Jonas Koch       | Allemagne | Bora-Hansgrohe                | + 0 s           |
| 5e | Jhonatan Narváez | Équateur  | Ineos Grenadiers              | + 0 s           |
| 6e | Alessandro Covi  | Italie    | UAE Team Emirates             | + 0 s           |
| 7e | Filippo Fiorelli | Italie    | VF Group-Bardiani CSF-Faizanè | + 0 s           |
| 8e | Giovanni Lonardi | Italie    | Team Polti Kometa             | + 0 s           |
| 9e | Matteo Moschetti | Italie    | Q36.5 Pro Cycling Team        | + 0 s           |
| 10e | Orluis Aular     | Venezuela | Caja Rural-Seguros RGA        | + 0 s           |

| \| Classement général \| Classement général \| Classement général \| Classement général \| Classement général \| \| Coureur \| Coureur \| Pays \| Équipe \| Temps \| \| ------------------ \| ------------------ \| ------------------ \| ----------------------------- \| ------------------ \| \| 1er \| Phil Bauhaus \| Allemagne \| Bahrain Victorious \| 9 h 00 min 54 s \| \| 2e \| Alberto Dainese \| Italie \| Tudor Pro Cycling Team \| + 8 s \| \| 3e \| Alexander Kristoff \| Norvège \| Uno-X Mobility \| + 8 s \| \| 4e \| Martin Marcellusi \| Italie \| VF Group-Bardiani CSF-Faizanè \| + 9 s \| \| 5e \| Luka Mezgec \| Slovénie \| Team Jayco AlUla \| + 10 s \| \| 6e \| Jhonatan Narváez \| Équateur \| Ineos Grenadiers \| + 11 s \| \| 7e \| Ben Healy \| Irlande \| EF Education-EasyPost \| + 12 s \| \| 8e \| Domen Novak \| Slovénie \| UAE Team Emirates \| + 12 s \| \| 9e \| Mikkel Honoré \| Danemark \| EF Education-EasyPost \| + 12 s \| \| 10e \| Matej Mohorič \| Slovénie \| Bahrain Victorious \| + 12 s \| |                    |           |                               |                 |
| |                    |           |                               |                 |
| Source : ProCyclingStats |                    |           |                               |                 |
| Classement général |                    |           |                               |                 |
| Coureur | Coureur            | Pays      | Équipe                        | Temps           |
| 1er | Phil Bauhaus       | Allemagne | Bahrain Victorious            | 9 h 00 min 54 s |
| 2e | Alberto Dainese    | Italie    | Tudor Pro Cycling Team        | + 8 s           |
| 3e | Alexander Kristoff | Norvège   | Uno-X Mobility                | + 8 s           |
| 4e | Martin Marcellusi  | Italie    | VF Group-Bardiani CSF-Faizanè | + 9 s           |
| 5e | Luka Mezgec        | Slovénie  | Team Jayco AlUla              | + 10 s          |
| 6e | Jhonatan Narváez   | Équateur  | Ineos Grenadiers              | + 11 s          |
| 7e | Ben Healy          | Irlande   | EF Education-EasyPost         | + 12 s          |
| 8e | Domen Novak        | Slovénie  | UAE Team Emirates             | + 12 s          |
| 9e | Mikkel Honoré      | Danemark  | EF Education-EasyPost         | + 12 s          |
| 10e | Matej Mohorič      | Slovénie  | Bahrain Victorious            | + 12 s          |

### 3eétape[8]
| \| Classement de l'étape \| Classement de l'étape \| Classement de l'étape \| Classement de l'étape \| Classement de l'étape \| \| Coureur \| Coureur \| Pays \| Équipe \| Temps \| \| --------------------- \| --------------------- \| --------------------- \| ----------------------------- \| --------------------- \| \| 1er \| Giovanni Aleotti \| Italie \| Bora-Hansgrohe \| 3 h 46 min 19 s \| \| 2e \| Jhonatan Narváez \| Équateur \| Ineos Grenadiers \| + 11 s \| \| 3e \| Jordan Jegat \| France \| TotalEnergies \| + 11 s \| \| 4e \| Filippo Zana \| Italie \| Team Jayco AlUla \| + 11 s \| \| 5e \| Giulio Pellizzari \| Italie \| VF Group-Bardiani CSF-Faizanè \| + 11 s \| \| 6e \| Pello Bilbao \| Espagne \| Bahrain Victorious \| + 11 s \| \| 7e \| Domenico Pozzovivo \| Italie \| VF Group-Bardiani CSF-Faizanè \| + 11 s \| \| 8e \| Steff Cras \| Belgique \| TotalEnergies \| + 11 s \| \| 9e \| Luca Covili \| Italie \| VF Group-Bardiani CSF-Faizanè \| + 11 s \| \| 10e \| Paul Double \| Royaume-Uni \| Team Polti Kometa \| + 11 s \| |                    |             |                               |                 |
| |                    |             |                               |                 |
| Source : ProCyclingStats |                    |             |                               |                 |
| Classement de l'étape |                    |             |                               |                 |
| Coureur | Coureur            | Pays        | Équipe                        | Temps           |
| 1er | Giovanni Aleotti   | Italie      | Bora-Hansgrohe                | 3 h 46 min 19 s |
| 2e | Jhonatan Narváez   | Équateur    | Ineos Grenadiers              | + 11 s          |
| 3e | Jordan Jegat       | France      | TotalEnergies                 | + 11 s          |
| 4e | Filippo Zana       | Italie      | Team Jayco AlUla              | + 11 s          |
| 5e | Giulio Pellizzari  | Italie      | VF Group-Bardiani CSF-Faizanè | + 11 s          |
| 6e | Pello Bilbao       | Espagne     | Bahrain Victorious            | + 11 s          |
| 7e | Domenico Pozzovivo | Italie      | VF Group-Bardiani CSF-Faizanè | + 11 s          |
| 8e | Steff Cras         | Belgique    | TotalEnergies                 | + 11 s          |
| 9e | Luca Covili        | Italie      | VF Group-Bardiani CSF-Faizanè | + 11 s          |
| 10e | Paul Double        | Royaume-Uni | Team Polti Kometa             | + 11 s          |

| \| Classement général \| Classement général \| Classement général \| Classement général \| Classement général \| \| Coureur \| Coureur \| Pays \| Équipe \| Temps \| \| ------------------ \| ------------------ \| ------------------ \| ----------------------------- \| ------------------ \| \| 1er \| Giovanni Aleotti \| Italie \| Bora-Hansgrohe \| 12 h 47 min 17 s \| \| 2e \| Jhonatan Narváez \| Équateur \| Ineos Grenadiers \| + 12 s \| \| 3e \| Jordan Jegat \| France \| TotalEnergies \| + 17 s \| \| 4e \| Ben Healy \| Irlande \| EF Education-EasyPost \| + 19 s \| \| 5e \| Filippo Zana \| Italie \| Team Jayco AlUla \| + 21 s \| \| 6e \| Giulio Pellizzari \| Italie \| VF Group-Bardiani CSF-Faizanè \| + 21 s \| \| 7e \| Luca Covili \| Italie \| VF Group-Bardiani CSF-Faizanè \| + 21 s \| \| 8e \| Pello Bilbao \| Espagne \| Bahrain Victorious \| + 21 s \| \| 9e \| Pablo Castrillo \| Espagne \| Equipo Kern Pharma \| + 21 s \| \| 10e \| Domenico Pozzovivo \| Italie \| VF Group-Bardiani CSF-Faizanè \| + 21 s \| |                    |          |                               |                  |
| |                    |          |                               |                  |
| Source : ProCyclingStats |                    |          |                               |                  |
| Classement général |                    |          |                               |                  |
| Coureur | Coureur            | Pays     | Équipe                        | Temps            |
| 1er | Giovanni Aleotti   | Italie   | Bora-Hansgrohe                | 12 h 47 min 17 s |
| 2e | Jhonatan Narváez   | Équateur | Ineos Grenadiers              | + 12 s           |
| 3e | Jordan Jegat       | France   | TotalEnergies                 | + 17 s           |
| 4e | Ben Healy          | Irlande  | EF Education-EasyPost         | + 19 s           |
| 5e | Filippo Zana       | Italie   | Team Jayco AlUla              | + 21 s           |
| 6e | Giulio Pellizzari  | Italie   | VF Group-Bardiani CSF-Faizanè | + 21 s           |
| 7e | Luca Covili        | Italie   | VF Group-Bardiani CSF-Faizanè | + 21 s           |
| 8e | Pello Bilbao       | Espagne  | Bahrain Victorious            | + 21 s           |
| 9e | Pablo Castrillo    | Espagne  | Equipo Kern Pharma            | + 21 s           |
| 10e | Domenico Pozzovivo | Italie   | VF Group-Bardiani CSF-Faizanè | + 21 s           |

### 4eétape[9]
| \| Classement de l'étape \| Classement de l'étape \| Classement de l'étape \| Classement de l'étape \| Classement de l'étape \| \| Coureur \| Coureur \| Pays \| Équipe \| Temps \| \| --------------------- \| --------------------- \| --------------------- \| ----------------------------- \| --------------------- \| \| 1er \| Pello Bilbao \| Espagne \| Bahrain Victorious \| 3 h 59 min 09 s \| \| 2e \| Paul Double \| Royaume-Uni \| Team Polti Kometa \| + 3 s \| \| 3e \| Giovanni Aleotti \| Italie \| Bora-Hansgrohe \| + 3 s \| \| 4e \| Giulio Pellizzari \| Italie \| VF Group-Bardiani CSF-Faizanè \| + 3 s \| \| 5e \| Domenico Pozzovivo \| Italie \| VF Group-Bardiani CSF-Faizanè \| + 3 s \| \| 6e \| Tobias Johannessen \| Norvège \| Uno-X Mobility \| + 9 s \| \| 7e \| Edoardo Zambanini \| Italie \| Bahrain Victorious \| + 11 s \| \| 8e \| Steff Cras \| Belgique \| TotalEnergies \| + 12 s \| \| 9e \| Domen Novak \| Slovénie \| UAE Team Emirates \| + 17 s \| \| 10e \| Pablo Castrillo \| Espagne \| Equipo Kern Pharma \| + 20 s \| |                    |             |                               |                 |
| |                    |             |                               |                 |
| Source : ProCyclingStats |                    |             |                               |                 |
| Classement de l'étape |                    |             |                               |                 |
| Coureur | Coureur            | Pays        | Équipe                        | Temps           |
| 1er | Pello Bilbao       | Espagne     | Bahrain Victorious            | 3 h 59 min 09 s |
| 2e | Paul Double        | Royaume-Uni | Team Polti Kometa             | + 3 s           |
| 3e | Giovanni Aleotti   | Italie      | Bora-Hansgrohe                | + 3 s           |
| 4e | Giulio Pellizzari  | Italie      | VF Group-Bardiani CSF-Faizanè | + 3 s           |
| 5e | Domenico Pozzovivo | Italie      | VF Group-Bardiani CSF-Faizanè | + 3 s           |
| 6e | Tobias Johannessen | Norvège     | Uno-X Mobility                | + 9 s           |
| 7e | Edoardo Zambanini  | Italie      | Bahrain Victorious            | + 11 s          |
| 8e | Steff Cras         | Belgique    | TotalEnergies                 | + 12 s          |
| 9e | Domen Novak        | Slovénie    | UAE Team Emirates             | + 17 s          |
| 10e | Pablo Castrillo    | Espagne     | Equipo Kern Pharma            | + 20 s          |

| \| Classement général \| Classement général \| Classement général \| Classement général \| Classement général \| \| Coureur \| Coureur \| Pays \| Équipe \| Temps \| \| ------------------ \| ------------------ \| ------------------ \| ----------------------------- \| ------------------ \| \| 1er \| Giovanni Aleotti \| Italie \| Bora-Hansgrohe \| 16 h 46 min 25 s \| \| 2e \| Pello Bilbao \| Espagne \| Bahrain Victorious \| + 12 s \| \| 3e \| Giulio Pellizzari \| Italie \| VF Group-Bardiani CSF-Faizanè \| + 25 s \| \| 4e \| Domenico Pozzovivo \| Italie \| VF Group-Bardiani CSF-Faizanè \| + 25 s \| \| 5e \| Steff Cras \| Belgique \| TotalEnergies \| + 34 s \| \| 6e \| Pablo Castrillo \| Espagne \| Equipo Kern Pharma \| + 42 s \| \| 7e \| Paul Double \| Royaume-Uni \| Team Polti Kometa \| + 42 s \| \| 8e \| Filippo Zana \| Italie \| Team Jayco AlUla \| + 45 s \| \| 9e \| Ben Healy \| Irlande \| EF Education-EasyPost \| + 59 s \| \| 10e \| Tobias Johannessen \| Norvège \| Uno-X Mobility \| + 1 min 43 s \| |                    |             |                               |                  |
| |                    |             |                               |                  |
| Source : ProCyclingStats |                    |             |                               |                  |
| Classement général |                    |             |                               |                  |
| Coureur | Coureur            | Pays        | Équipe                        | Temps            |
| 1er | Giovanni Aleotti   | Italie      | Bora-Hansgrohe                | 16 h 46 min 25 s |
| 2e | Pello Bilbao       | Espagne     | Bahrain Victorious            | + 12 s           |
| 3e | Giulio Pellizzari  | Italie      | VF Group-Bardiani CSF-Faizanè | + 25 s           |
| 4e | Domenico Pozzovivo | Italie      | VF Group-Bardiani CSF-Faizanè | + 25 s           |
| 5e | Steff Cras         | Belgique    | TotalEnergies                 | + 34 s           |
| 6e | Pablo Castrillo    | Espagne     | Equipo Kern Pharma            | + 42 s           |
| 7e | Paul Double        | Royaume-Uni | Team Polti Kometa             | + 42 s           |
| 8e | Filippo Zana       | Italie      | Team Jayco AlUla              | + 45 s           |
| 9e | Ben Healy          | Irlande     | EF Education-EasyPost         | + 59 s           |
| 10e | Tobias Johannessen | Norvège     | Uno-X Mobility                | + 1 min 43 s     |

### 5eétape[10]
| \| Classement de l'étape \| Classement de l'étape \| Classement de l'étape \| Classement de l'étape \| Classement de l'étape \| \| Coureur \| Coureur \| Pays \| Équipe \| Temps \| \| --------------------- \| --------------------- \| --------------------- \| -------------------------- \| --------------------- \| \| 1er \| Ben Healy \| Irlande \| EF Education-EasyPost \| 3 h 24 min 06 s \| \| 2e \| Alexander Kristoff \| Norvège \| Uno-X Mobility \| + 6 s \| \| 3e \| Orluis Aular \| Venezuela \| Caja Rural-Seguros RGA \| + 6 s \| \| 4e \| Luka Mezgec \| Slovénie \| Team Jayco AlUla \| + 6 s \| \| 5e \| Matej Mohorič \| Slovénie \| Bahrain Victorious \| + 6 s \| \| 6e \| Edoardo Zambanini \| Italie \| Bahrain Victorious \| + 6 s \| \| 7e \| Valerio Conti \| Italie \| Team Corratec-Vini Fantini \| + 6 s \| \| 8e \| Tobias Johannessen \| Norvège \| Uno-X Mobility \| + 6 s \| \| 9e \| Archie Ryan \| Irlande \| EF Education-EasyPost \| + 6 s \| \| 10e \| Fernando Barceló \| Espagne \| Caja Rural-Seguros RGA \| + 6 s \| |                    |           |                            |                 |
| |                    |           |                            |                 |
| Source : ProCyclingStats |                    |           |                            |                 |
| Classement de l'étape |                    |           |                            |                 |
| Coureur | Coureur            | Pays      | Équipe                     | Temps           |
| 1er | Ben Healy          | Irlande   | EF Education-EasyPost      | 3 h 24 min 06 s |
| 2e | Alexander Kristoff | Norvège   | Uno-X Mobility             | + 6 s           |
| 3e | Orluis Aular       | Venezuela | Caja Rural-Seguros RGA     | + 6 s           |
| 4e | Luka Mezgec        | Slovénie  | Team Jayco AlUla           | + 6 s           |
| 5e | Matej Mohorič      | Slovénie  | Bahrain Victorious         | + 6 s           |
| 6e | Edoardo Zambanini  | Italie    | Bahrain Victorious         | + 6 s           |
| 7e | Valerio Conti      | Italie    | Team Corratec-Vini Fantini | + 6 s           |
| 8e | Tobias Johannessen | Norvège   | Uno-X Mobility             | + 6 s           |
| 9e | Archie Ryan        | Irlande   | EF Education-EasyPost      | + 6 s           |
| 10e | Fernando Barceló   | Espagne   | Caja Rural-Seguros RGA     | + 6 s           |

## Classements finals

### Classement général
| \| Classement général \| Classement général \| Classement général \| Classement général \| Classement général \| \| Coureur \| Coureur \| Pays \| Équipe \| Temps \| \| ------------------ \| ------------------ \| ------------------ \| ----------------------------- \| ------------------ \| \| 1er \| Giovanni Aleotti \| Italie \| Bora-Hansgrohe \| 20 h 10 min 36 s \| \| 2e \| Pello Bilbao \| Espagne \| Bahrain Victorious \| + 10 s \| \| 3e \| Giulio Pellizzari \| Italie \| VF Group-Bardiani CSF-Faizanè \| + 26 s \| \| 4e \| Domenico Pozzovivo \| Italie \| VF Group-Bardiani CSF-Faizanè \| + 26 s \| \| 5e \| Pablo Castrillo \| Espagne \| Equipo Kern Pharma \| + 43 s \| \| 6e \| Paul Double \| Royaume-Uni \| Team Polti Kometa \| + 43 s \| \| 7e \| Ben Healy \| Irlande \| EF Education-EasyPost \| + 44 s \| \| 8e \| Filippo Zana \| Italie \| Team Jayco AlUla \| + 46 s \| \| 9e \| Steff Cras \| Belgique \| TotalEnergies \| + 1 min 28 s \| \| 10e \| Tobias Johannessen \| Norvège \| Uno-X Mobility \| + 1 min 44 s \| |                    |             |                               |                  |
| |                    |             |                               |                  |
| Source : ProCyclingStats |                    |             |                               |                  |
| Classement général |                    |             |                               |                  |
| Coureur | Coureur            | Pays        | Équipe                        | Temps            |
| 1er | Giovanni Aleotti   | Italie      | Bora-Hansgrohe                | 20 h 10 min 36 s |
| 2e | Pello Bilbao       | Espagne     | Bahrain Victorious            | + 10 s           |
| 3e | Giulio Pellizzari  | Italie      | VF Group-Bardiani CSF-Faizanè | + 26 s           |
| 4e | Domenico Pozzovivo | Italie      | VF Group-Bardiani CSF-Faizanè | + 26 s           |
| 5e | Pablo Castrillo    | Espagne     | Equipo Kern Pharma            | + 43 s           |
| 6e | Paul Double        | Royaume-Uni | Team Polti Kometa             | + 43 s           |
| 7e | Ben Healy          | Irlande     | EF Education-EasyPost         | + 44 s           |
| 8e | Filippo Zana       | Italie      | Team Jayco AlUla              | + 46 s           |
| 9e | Steff Cras         | Belgique    | TotalEnergies                 | + 1 min 28 s     |
| 10e | Tobias Johannessen | Norvège     | Uno-X Mobility                | + 1 min 44 s     |

### Classement de la montagne
| Classement de la montagne | Classement de la montagne | Classement de la montagne | Classement de la montagne     | Classement de la montagne |
| Coureur                   | Coureur                   | Pays                      | Équipe                        | Points                    |
| ------------------------- | ------------------------- | ------------------------- | ----------------------------- | ------------------------- |
| 1er                       | Davide Baldaccini         | Italie                    | Team Corratec-Vini Fantini    | 14 pts                    |
| 2e                        | Pello Bilbao              | Espagne                   | Bahrain Victorious            | 10 pts                    |
| 3e                        | Paul Double               | Royaume-Uni               | Team Polti Kometa             | 10 pts                    |
| 4e                        | Giovanni Aleotti          | Italie                    | Bora-Hansgrohe                | 6 pts                     |
| 5e                        | Domenico Pozzovivo        | Italie                    | VF Group-Bardiani CSF-Faizanè | 5 pts                     |
| 6e                        | Ben Healy                 | Irlande                   | EF Education-EasyPost         | 5 pts                     |
| 7e                        | Tomáš Kalojíros           | Tchéquie                  | Pierre Baguette Cycling       | 5 pts                     |
| 8e                        | Martin Marcellusi         | Italie                    | VF Group-Bardiani CSF-Faizanè | 5 pts                     |
| 9e                        | Mihael Štajnar            | Slovénie                  | Ljubljana Gusto Santic        | 4 pts                     |
| 10e                       | Giulio Pellizzari         | Italie                    | VF Group-Bardiani CSF-Faizanè | 4 pts                     |

### Classement par points
| Classement par points | Classement par points | Classement par points | Classement par points         | Classement par points |
| Coureur               | Coureur               | Pays                  | Équipe                        | Points                |
| --------------------- | --------------------- | --------------------- | ----------------------------- | --------------------- |
| 1er                   | Giovanni Aleotti      | Italie                | Bora-Hansgrohe                | 47 pts                |
| 2e                    | Alexander Kristoff    | Norvège               | Uno-X Mobility                | 45 pts                |
| 3e                    | Pello Bilbao          | Espagne               | Bahrain Victorious            | 44 pts                |
| 4e                    | Phil Bauhaus          | Allemagne             | Bahrain Victorious            | 44 pts                |
| 5e                    | Jhonatan Narváez      | Équateur              | Ineos Grenadiers              | 37 pts                |
| 6e                    | Ben Healy             | Irlande               | EF Education-EasyPost         | 35 pts                |
| 7e                    | Luka Mezgec           | Slovénie              | Team Jayco AlUla              | 31 pts                |
| 8e                    | Alberto Dainese       | Italie                | Tudor Pro Cycling Team        | 30 pts                |
| 9e                    | Paul Double           | Royaume-Uni           | Team Polti Kometa             | 29 pts                |
| 10e                   | Giulio Pellizzari     | Italie                | VF Group-Bardiani CSF-Faizanè | 26 pts                |

### Classement du meilleur jeune
| Classement du meilleur jeune | Classement du meilleur jeune | Classement du meilleur jeune | Classement du meilleur jeune     | Classement du meilleur jeune |
| Coureur                      | Coureur                      | Pays                         | Équipe                           | Temps                        |
| ---------------------------- | ---------------------------- | ---------------------------- | -------------------------------- | ---------------------------- |
| 1er                          | Giulio Pellizzari            | Italie                       | VF Group-Bardiani CSF-Faizanè    | 20 h 11 min 02 s             |
| 2e                           | Brieuc Rolland               | France                       | Équipe continentale Groupama-FDJ | + 4 min 15 s                 |
| 3e                           | Fabio Christen               | Suisse                       | Q36.5 Pro Cycling Team           | + 10 min 34 s                |
| 4e                           | Alexander Hajek              | Autriche                     | Bora-Hansgrohe                   | + 14 min 14 s                |
| 5e                           | Daniel Vysočan               | Tchéquie                     | Pierre Baguette Cycling          | + 16 min 45 s                |
| 6e                           | Maxime Decomble              | France                       | Équipe continentale Groupama-FDJ | + 19 min 15 s                |
| 7e                           | Andrew August                | États-Unis                   | Ineos Grenadiers                 | + 20 min 26 s                |
| 8e                           | António Morgado              | Portugal                     | UAE Team Emirates                | + 22 min 16 s                |
| 9e                           | Jaka Marolt                  | Slovénie                     | Sava Kranj Cycling               | + 22 min 30 s                |
| 10e                          | Emil Herzog                  | Allemagne                    | Bora-Hansgrohe                   | + 29 min 11 s                |

## Évolution des classements
| Étape | Vainqueur         | Classement général | Classement par points | Classement de la montagne | Classement du meilleur jeune | Classement par équipe         |
| ----- | ----------------- | ------------------ | --------------------- | ------------------------- | ---------------------------- | ----------------------------- |
| 1     | Dylan Groenewegen | Dylan Groenewegen  | Dylan Groenewegen     | Tomáš Kalojíros           | Jonathan Guatibonza          | Jayco AlUla                   |
| 2     | Phil Bauhaus      | Phil Bauhaus       | Phil Bauhaus          | Davide Baldaccini         | Alexander Hajek              | Jayco AlUla                   |
| 3     | Giovanni Aleotti  | Giovanni Aleotti   | Phil Bauhaus          | Davide Baldaccini         | Giulio Pellizzari            | VF Group-Bardiani CSF-Faizané |
| 4     | Pello Bilbao      | Giovanni Aleotti   | Giovanni Aleotti      | Davide Baldaccini         | Giulio Pellizzari            | VF Group-Bardiani CSF-Faizané |
| 5     | Ben Healy         | Giovanni Aleotti   | Giovanni Aleotti      | Davide Baldaccini         | Giulio Pellizzari            | VF Group-Bardiani CSF-Faizané |
| Final | Final             | Giovanni Aleotti   | Giovanni Aleotti      | Davide Baldaccini         | Giulio Pellizzari            | VF Group-Bardiani CSF-Faizané |

## Liste des participants
| Team Jayco AlUla JAY | Team Jayco AlUla JAY       | Team Jayco AlUla JAY |
| -------------------- | -------------------------- | -------------------- |
| Num                  | Coureur                    | Pos                  |
| 1                    | Filippo Zana (ITA)         | 8e                   |
| 2                    | Dylan Groenewegen (NED)    | 112e                 |
| 3                    | Alessandro De Marchi (ITA) | 63e                  |
| 4                    | Luka Mezgec (SLO)          | 58e                  |
| 5                    | Kelland O'Brien (AUS)      | 95e                  |
| 6                    | Jesús David Peña (COL)     | 13e                  |
| 7                    | Elmar Reinders (NED)       | 111e                 |

| Bahrain Victorious TBV | Bahrain Victorious TBV  | Bahrain Victorious TBV |
| ---------------------- | ----------------------- | ---------------------- |
| Num                    | Coureur                 | Pos                    |
| 11                     | Matej Mohorič (SLO)     | 36e                    |
| 12                     | Nikias Arndt (GER)      | 74e                    |
| 13                     | Phil Bauhaus (GER)      | 92e                    |
| 14                     | Pello Bilbao (ESP)      | 2e                     |
| 15                     | Nicolò Buratti (ITA)    | 48e                    |
| 16                     | Matevž Govekar (SLO)    | 103e                   |
| 17                     | Edoardo Zambanini (ITA) | 11e                    |

| Bora-Hansgrohe BOH | Bora-Hansgrohe BOH     | Bora-Hansgrohe BOH |
| ------------------ | ---------------------- | ------------------ |
| Num                | Coureur                | Pos                |
| 21                 | Giovanni Aleotti (ITA) | 1er                |
| 22                 | Alexander Hajek (AUT)  | 35e                |
| 23                 | Emil Herzog (GER)      | 66e                |
| 24                 | Filip Maciejuk (POL)   | 84e                |
| 25                 | Patrick Gamper (AUT)   | 69e                |
| 26                 | Jonas Koch (GER)       | 61e                |
| 27                 | Sam Welsford (AUS)     | 125e               |

| EF Education-EasyPost EFE | EF Education-EasyPost EFE | EF Education-EasyPost EFE |
| ------------------------- | ------------------------- | ------------------------- |
| Num                       | Coureur                   | Pos                       |
| 31                        | Markel Beloki (ESP)       | 83e                       |
| 32                        | Ben Healy (IRL) (route)   | 7e                        |
| 33                        | Mikkel Honoré (DEN)       | 46e                       |
| 34                        | Jack Rootkin-Gray (GBR)   | AB-5                      |
| 35                        | Archie Ryan (IRL)         | 30e                       |
| 36                        | Yuhi Todome (JPN)         | AB-5                      |
| 37                        | Jardi van der Lee (NED)   | 82e                       |

| UAE Team Emirates UAD | UAE Team Emirates UAD      | UAE Team Emirates UAD |
| --------------------- | -------------------------- | --------------------- |
| Num                   | Coureur                    | Pos                   |
| 41                    | Anže Ravbar (SLO)          | 86e                   |
| 42                    | Alessandro Covi (ITA)      | 55e                   |
| 43                    | Jonathan Guatibonza (COL)  | 120e                  |
| 44                    | Vegard Stake Laengen (NOR) | 32e                   |
| 45                    | António Morgado (POR)      | 52e                   |
| 46                    | Domen Novak (SLO)          | 12e                   |

| Groupama-FDJ GFC | Groupama-FDJ GFC      | Groupama-FDJ GFC |
| ---------------- | --------------------- | ---------------- |
| Num              | Coureur               | Pos              |
| 51               | Clément Davy (FRA)    | 85e              |
| 52               | Maxime Decomble (FRA) | 47e              |
| 53               | Cyril Barthe (FRA)    | 57e              |
| 54               | Enzo Paleni (FRA)     | 70e              |
| 55               | Paul Penhoët (FRA)    | NP-3             |
| 56               | Brieuc Rolland (FRA)  | 19e              |
| 57               | Marc Sarreau (FRA)    | NP-2             |

| Ineos Grenadiers IGD | Ineos Grenadiers IGD   | Ineos Grenadiers IGD |
| -------------------- | ---------------------- | -------------------- |
| Num                  | Coureur                | Pos                  |
| 61                   | Tobias Foss (NOR)      | AB-3                 |
| 62                   | Andrew August (USA)    | 49e                  |
| 63                   | Jhonatan Narváez (ECU) | 20e                  |
| 64                   | Ben Swift (GBR)        | 68e                  |
| 65                   | Connor Swift (GBR)     | 59e                  |
| 66                   | Elia Viviani (ITA)     | AB-5                 |
| 67                   | Cameron Wurf (AUS)     | 107e                 |

| TotalEnergies TEN | TotalEnergies TEN        | TotalEnergies TEN |
| ----------------- | ------------------------ | ----------------- |
| Num               | Coureur                  | Pos               |
| 71                | Sandy Dujardin (FRA)     | 79e               |
| 72                | Mathieu Burgaudeau (FRA) | 60e               |
| 73                | Steff Cras (BEL)         | 9e                |
| 74                | Valentin Ferron (FRA)    | 67e               |
| 75                | Jordan Jegat (FRA)       | 14e               |
| 76                | Fabien Grellier (FRA)    | 41e               |
| 77                | Mattéo Vercher (FRA)     | 73e               |

| Bingoal WB BWB | Bingoal WB BWB         | Bingoal WB BWB |
| -------------- | ---------------------- | -------------- |
| Num            | Coureur                | Pos            |
| 81             | Floris De Tier (BEL)   | 18e            |
| 82             | Louis Blouwe (BEL)     | 104e           |
| 83             | Johan Meens (BEL)      | 37e            |
| 84             | Dimitri Peyskens (BEL) | 89e            |
| 85             | Marco Tizza (ITA)      | 75e            |
| 86             | Lennert Teugels (BEL)  | 31e            |
| 87             | Giacomo Villa (ITA)    | 88e            |

| Caja Rural-Seguros RGA CJR | Caja Rural-Seguros RGA CJR | Caja Rural-Seguros RGA CJR |
| -------------------------- | -------------------------- | -------------------------- |
| Num                        | Coureur                    | Pos                        |
| 91                         | Orluis Aular (VEN) (route) | 23e                        |
| 92                         | Fernando Barceló (ESP)     | 27e                        |
| 93                         | Sebastian Berwick (AUS)    | 56e                        |
| 94                         | David González López (ESP) | 97e                        |
| 95                         | Joel Nicolau (ESP)         | 24e                        |
| 96                         | Eduard Prades (ESP)        | AB-4                       |
| 97                         | Thomas Silva (URU)         | 33e                        |

| Team Corratec-Vini Fantini COR | Team Corratec-Vini Fantini COR | Team Corratec-Vini Fantini COR |
| ------------------------------ | ------------------------------ | ------------------------------ |
| Num                            | Coureur                        | Pos                            |
| 101                            | Valerio Conti (ITA)            | 51e                            |
| 102                            | Davide Baldaccini (ITA)        | 99e                            |
| 103                            | Alessandro Monaco (ITA)        | AB-5                           |
| 104                            | Mark Padun (UKR)               | AB-1                           |
| 105                            | Lorenzo Quartucci (ITA)        | 80e                            |
| 106                            | Kristian Sbaragli (ITA)        | 34e                            |
| 107                            | Samuele Zambelli (ITA)         | 124e                           |

| Q36.5 Pro Cycling Team Q36 | Q36.5 Pro Cycling Team Q36 | Q36.5 Pro Cycling Team Q36 |
| -------------------------- | -------------------------- | -------------------------- |
| Num                        | Coureur                    | Pos                        |
| 111                        | Negasi Abreha (ETH)        | 113e                       |
| 112                        | James Whelan (AUS)         | AB-1                       |
| 113                        | Marcel Camprubí (ESP)      | 44e                        |
| 114                        | Fabio Christen (SUI)       | 29e                        |
| 115                        | Matteo Moschetti (ITA)     | 100e                       |
| 116                        | Szymon Sajnok (POL)        | 106e                       |

| VF Group-Bardiani CSF-Faizanè VBF | VF Group-Bardiani CSF-Faizanè VBF | VF Group-Bardiani CSF-Faizanè VBF |
| --------------------------------- | --------------------------------- | --------------------------------- |
| Num                               | Coureur                           | Pos                               |
| 121                               | Domenico Pozzovivo (ITA)          | 4e                                |
| 122                               | Luca Covili (ITA)                 | 16e                               |
| 123                               | Filippo Fiorelli (ITA)            | 62e                               |
| 124                               | Martin Marcellusi (ITA)           | 17e                               |
| 125                               | Giulio Pellizzari (ITA)           | 3e                                |
| 126                               | Alex Tolio (ITA)                  | 38e                               |
| 127                               | Alessandro Tonelli (ITA)          | 40e                               |

| Euskaltel-Euskadi EUS | Euskaltel-Euskadi EUS    | Euskaltel-Euskadi EUS |
| --------------------- | ------------------------ | --------------------- |
| Num                   | Coureur                  | Pos                   |
| 131                   | Jon Aberasturi (ESP)     | AB-5                  |
| 132                   | Enekoitz Azparren (ESP)  | AB-5                  |
| 133                   | Xabier Berasategi (ESP)  | 22e                   |
| 134                   | Mikel Bizkarra (ESP)     | 15e                   |
| 135                   | Víctor de la Parte (ESP) | 28e                   |
| 136                   | Txomin Juaristi (ESP)    | 50e                   |
| 137                   | Gotzon Martín (ESP)      | 26e                   |

| Team Polti Kometa PTK | Team Polti Kometa PTK    | Team Polti Kometa PTK |
| --------------------- | ------------------------ | --------------------- |
| Num                   | Coureur                  | Pos                   |
| 141                   | Mattia Bais (ITA)        | 78e                   |
| 142                   | Paul Double (GBR)        | 6e                    |
| 143                   | Germán Darío Gómez (COL) | 71e                   |
| 144                   | Andrea Garosio (ITA)     | 43e                   |
| 145                   | Giovanni Lonardi (ITA)   | 91e                   |
| 146                   | Álex Martín (ESP)        | 25e                   |
| 147                   | Davide Piganzoli (ITA)   | AB-3                  |

| Tudor Pro Cycling Team TUD | Tudor Pro Cycling Team TUD   | Tudor Pro Cycling Team TUD |
| -------------------------- | ---------------------------- | -------------------------- |
| Num                        | Coureur                      | Pos                        |
| 151                        | Michael Storer (AUS)         | NP-2                       |
| 152                        | Alberto Dainese (ITA)        | 64e                        |
| 153                        | Robin Froidevaux (SUI)       | 90e                        |
| 154                        | Jacob Eriksson (SWE)         | 77e                        |
| 155                        | Lucas Eriksson (SWE) (route) | NP-5                       |
| 156                        | Arthur Kluckers (LUX)        | 98e                        |
| 157                        | Simon Pellaud (SUI)          | 76e                        |

| Uno-X Mobility UXM | Uno-X Mobility UXM             | Uno-X Mobility UXM |
| ------------------ | ------------------------------ | ------------------ |
| Num                | Coureur                        | Pos                |
| 161                | Alexander Kristoff (NOR)       | 65e                |
| 162                | Louis Bendixen (DEN)           | 105e               |
| 163                | Fredrik Dversnes (NOR) (route) | 21e                |
| 164                | Tord Gudmestad (NOR)           | AB-2               |
| 165                | Anders Johannessen (NOR)       | 96e                |
| 166                | Tobias Johannessen (NOR)       | 10e                |
| 167                | Johannes Kulset (NOR)          | DQ-3               |

| Equipo Kern Pharma EKP | Equipo Kern Pharma EKP   | Equipo Kern Pharma EKP |
| ---------------------- | ------------------------ | ---------------------- |
| Num                    | Coureur                  | Pos                    |
| 171                    | Urko Berrade (ESP)       | NP-2                   |
| 172                    | Marc Brustenga (ESP)     | 116e                   |
| 173                    | Pablo Castrillo (ESP)    | 5e                     |
| 174                    | Jordi López (ESP)        | AB-5                   |
| 175                    | Pau Miquel (ESP)         | 45e                    |
| 176                    | Diego Uriarte (ESP)      | 81e                    |
| 177                    | Antonio Jesús Soto (ESP) | 108e                   |

| Adria Mobil ADR | Adria Mobil ADR        | Adria Mobil ADR |
| --------------- | ---------------------- | --------------- |
| Num             | Coureur                | Pos             |
| 181             | Marcel Skok (SLO)      | 119e            |
| 182             | Tilen Finkšt (SLO)     | 72e             |
| 183             | Nicolas Gojković (CRO) | AB-3            |
| 184             | Barnabás Peák (HUN)    | 102e            |
| 185             | Anže Skok (SLO)        | 122e            |
| 186             | Jaka Špoljar (SLO)     | 132e            |
| 187             | Aljaž Turk (SLO)       | 114e            |

| Santic-Wibatech SWT | Santic-Wibatech SWT    | Santic-Wibatech SWT |
| ------------------- | ---------------------- | ------------------- |
| Num                 | Coureur                | Pos                 |
| 191                 | Mario Gamper (AUT)     | 109e                |
| 192                 | Michał Paluta (POL)    | 39e                 |
| 193                 | Piotr Pękala (POL)     | 54e                 |
| 194                 | Bartłomiej Proć (POL)  | 117e                |
| 195                 | Michael Peter (GER)    | 131e                |
| 196                 | Fabian Schormair (GER) | 129e                |
| 197                 | Szymon Tracz (POL)     | AB-3                |

| Pierre Baguette Cycling PBC | Pierre Baguette Cycling PBC | Pierre Baguette Cycling PBC |
| --------------------------- | --------------------------- | --------------------------- |
| Num                         | Coureur                     | Pos                         |
| 201                         | Tomáš Novák (CZE)           | AB-2                        |
| 202                         | Tomáš Kalojíros (CZE)       | 128e                        |
| 203                         | Andrej Líška (SVK)          | 94e                         |
| 204                         | Vilém Vostal (CZE)          | AB-3                        |
| 205                         | Samuel Skladan (SVK)        | 123e                        |
| 206                         | Martin Voltr (CZE)          | 101e                        |
| 207                         | Daniel Vysočan (CZE)        | 42e                         |

| Sava Kranj Cycling SAK | Sava Kranj Cycling SAK | Sava Kranj Cycling SAK |
| ---------------------- | ---------------------- | ---------------------- |
| Num                    | Coureur                | Pos                    |
| 211                    | Marcel Gladek (SLO)    | 130e                   |
| 212                    | Nejc Komac (SLO)       | NP-5                   |
| 213                    | Jaka Marolt (SLO)      | 53e                    |
| 214                    | Gašper Otoničar (SLO)  | 133e                   |
| 215                    | Teo Pečnik (SLO)       | 115e                   |
| 216                    | Grega Podlesnik (SLO)  | AB-2                   |
| 217                    | Matic Žumer (SLO)      | 118e                   |

| Ljubljana Gusto Santic LGS | Ljubljana Gusto Santic LGS   | Ljubljana Gusto Santic LGS |
| -------------------------- | ---------------------------- | -------------------------- |
| Num                        | Coureur                      | Pos                        |
| 221                        | James Derrick (AUS)          | AB-3                       |
| 222                        | Natan Gregorčič (SLO)        | 110e                       |
| 223                        | Dylan Hopkins (AUS)          | 93e                        |
| 224                        | Viktor Potočki (CRO) (route) | 126e                       |
| 225                        | Andrew Sampson (AUS)         | 121e                       |
| 226                        | Mihael Štajnar (SLO)         | 87e                        |
| 227                        | Li Ting Wei (TPE)            | 127e                       |

| Team Jayco AlUla JAY | Team Jayco AlUla JAY       | Team Jayco AlUla JAY |
| -------------------- | -------------------------- | -------------------- |
| Num                  | Coureur                    | Pos                  |
| 1                    | Filippo Zana (ITA)         | 8e                   |
| 2                    | Dylan Groenewegen (NED)    | 112e                 |
| 3                    | Alessandro De Marchi (ITA) | 63e                  |
| 4                    | Luka Mezgec (SLO)          | 58e                  |
| 5                    | Kelland O'Brien (AUS)      | 95e                  |
| 6                    | Jesús David Peña (COL)     | 13e                  |
| 7                    | Elmar Reinders (NED)       | 111e                 |

| Bahrain Victorious TBV | Bahrain Victorious TBV  | Bahrain Victorious TBV |
| ---------------------- | ----------------------- | ---------------------- |
| Num                    | Coureur                 | Pos                    |
| 11                     | Matej Mohorič (SLO)     | 36e                    |
| 12                     | Nikias Arndt (GER)      | 74e                    |
| 13                     | Phil Bauhaus (GER)      | 92e                    |
| 14                     | Pello Bilbao (ESP)      | 2e                     |
| 15                     | Nicolò Buratti (ITA)    | 48e                    |
| 16                     | Matevž Govekar (SLO)    | 103e                   |
| 17                     | Edoardo Zambanini (ITA) | 11e                    |

| Bora-Hansgrohe BOH | Bora-Hansgrohe BOH     | Bora-Hansgrohe BOH |
| ------------------ | ---------------------- | ------------------ |
| Num                | Coureur                | Pos                |
| 21                 | Giovanni Aleotti (ITA) | 1er                |
| 22                 | Alexander Hajek (AUT)  | 35e                |
| 23                 | Emil Herzog (GER)      | 66e                |
| 24                 | Filip Maciejuk (POL)   | 84e                |
| 25                 | Patrick Gamper (AUT)   | 69e                |
| 26                 | Jonas Koch (GER)       | 61e                |
| 27                 | Sam Welsford (AUS)     | 125e               |

| EF Education-EasyPost EFE | EF Education-EasyPost EFE | EF Education-EasyPost EFE |
| ------------------------- | ------------------------- | ------------------------- |
| Num                       | Coureur                   | Pos                       |
| 31                        | Markel Beloki (ESP)       | 83e                       |
| 32                        | Ben Healy (IRL) (route)   | 7e                        |
| 33                        | Mikkel Honoré (DEN)       | 46e                       |
| 34                        | Jack Rootkin-Gray (GBR)   | AB-5                      |
| 35                        | Archie Ryan (IRL)         | 30e                       |
| 36                        | Yuhi Todome (JPN)         | AB-5                      |
| 37                        | Jardi van der Lee (NED)   | 82e                       |

| UAE Team Emirates UAD | UAE Team Emirates UAD      | UAE Team Emirates UAD |
| --------------------- | -------------------------- | --------------------- |
| Num                   | Coureur                    | Pos                   |
| 41                    | Anže Ravbar (SLO)          | 86e                   |
| 42                    | Alessandro Covi (ITA)      | 55e                   |
| 43                    | Jonathan Guatibonza (COL)  | 120e                  |
| 44                    | Vegard Stake Laengen (NOR) | 32e                   |
| 45                    | António Morgado (POR)      | 52e                   |
| 46                    | Domen Novak (SLO)          | 12e                   |

| Groupama-FDJ GFC | Groupama-FDJ GFC      | Groupama-FDJ GFC |
| ---------------- | --------------------- | ---------------- |
| Num              | Coureur               | Pos              |
| 51               | Clément Davy (FRA)    | 85e              |
| 52               | Maxime Decomble (FRA) | 47e              |
| 53               | Cyril Barthe (FRA)    | 57e              |
| 54               | Enzo Paleni (FRA)     | 70e              |
| 55               | Paul Penhoët (FRA)    | NP-3             |
| 56               | Brieuc Rolland (FRA)  | 19e              |
| 57               | Marc Sarreau (FRA)    | NP-2             |

| Ineos Grenadiers IGD | Ineos Grenadiers IGD   | Ineos Grenadiers IGD |
| -------------------- | ---------------------- | -------------------- |
| Num                  | Coureur                | Pos                  |
| 61                   | Tobias Foss (NOR)      | AB-3                 |
| 62                   | Andrew August (USA)    | 49e                  |
| 63                   | Jhonatan Narváez (ECU) | 20e                  |
| 64                   | Ben Swift (GBR)        | 68e                  |
| 65                   | Connor Swift (GBR)     | 59e                  |
| 66                   | Elia Viviani (ITA)     | AB-5                 |
| 67                   | Cameron Wurf (AUS)     | 107e                 |

| TotalEnergies TEN | TotalEnergies TEN        | TotalEnergies TEN |
| ----------------- | ------------------------ | ----------------- |
| Num               | Coureur                  | Pos               |
| 71                | Sandy Dujardin (FRA)     | 79e               |
| 72                | Mathieu Burgaudeau (FRA) | 60e               |
| 73                | Steff Cras (BEL)         | 9e                |
| 74                | Valentin Ferron (FRA)    | 67e               |
| 75                | Jordan Jegat (FRA)       | 14e               |
| 76                | Fabien Grellier (FRA)    | 41e               |
| 77                | Mattéo Vercher (FRA)     | 73e               |

| Bingoal WB BWB | Bingoal WB BWB         | Bingoal WB BWB |
| -------------- | ---------------------- | -------------- |
| Num            | Coureur                | Pos            |
| 81             | Floris De Tier (BEL)   | 18e            |
| 82             | Louis Blouwe (BEL)     | 104e           |
| 83             | Johan Meens (BEL)      | 37e            |
| 84             | Dimitri Peyskens (BEL) | 89e            |
| 85             | Marco Tizza (ITA)      | 75e            |
| 86             | Lennert Teugels (BEL)  | 31e            |
| 87             | Giacomo Villa (ITA)    | 88e            |

| Caja Rural-Seguros RGA CJR | Caja Rural-Seguros RGA CJR | Caja Rural-Seguros RGA CJR |
| -------------------------- | -------------------------- | -------------------------- |
| Num                        | Coureur                    | Pos                        |
| 91                         | Orluis Aular (VEN) (route) | 23e                        |
| 92                         | Fernando Barceló (ESP)     | 27e                        |
| 93                         | Sebastian Berwick (AUS)    | 56e                        |
| 94                         | David González López (ESP) | 97e                        |
| 95                         | Joel Nicolau (ESP)         | 24e                        |
| 96                         | Eduard Prades (ESP)        | AB-4                       |
| 97                         | Thomas Silva (URU)         | 33e                        |

| Team Corratec-Vini Fantini COR | Team Corratec-Vini Fantini COR | Team Corratec-Vini Fantini COR |
| ------------------------------ | ------------------------------ | ------------------------------ |
| Num                            | Coureur                        | Pos                            |
| 101                            | Valerio Conti (ITA)            | 51e                            |
| 102                            | Davide Baldaccini (ITA)        | 99e                            |
| 103                            | Alessandro Monaco (ITA)        | AB-5                           |
| 104                            | Mark Padun (UKR)               | AB-1                           |
| 105                            | Lorenzo Quartucci (ITA)        | 80e                            |
| 106                            | Kristian Sbaragli (ITA)        | 34e                            |
| 107                            | Samuele Zambelli (ITA)         | 124e                           |

| Q36.5 Pro Cycling Team Q36 | Q36.5 Pro Cycling Team Q36 | Q36.5 Pro Cycling Team Q36 |
| -------------------------- | -------------------------- | -------------------------- |
| Num                        | Coureur                    | Pos                        |
| 111                        | Negasi Abreha (ETH)        | 113e                       |
| 112                        | James Whelan (AUS)         | AB-1                       |
| 113                        | Marcel Camprubí (ESP)      | 44e                        |
| 114                        | Fabio Christen (SUI)       | 29e                        |
| 115                        | Matteo Moschetti (ITA)     | 100e                       |
| 116                        | Szymon Sajnok (POL)        | 106e                       |

| VF Group-Bardiani CSF-Faizanè VBF | VF Group-Bardiani CSF-Faizanè VBF | VF Group-Bardiani CSF-Faizanè VBF |
| --------------------------------- | --------------------------------- | --------------------------------- |
| Num                               | Coureur                           | Pos                               |
| 121                               | Domenico Pozzovivo (ITA)          | 4e                                |
| 122                               | Luca Covili (ITA)                 | 16e                               |
| 123                               | Filippo Fiorelli (ITA)            | 62e                               |
| 124                               | Martin Marcellusi (ITA)           | 17e                               |
| 125                               | Giulio Pellizzari (ITA)           | 3e                                |
| 126                               | Alex Tolio (ITA)                  | 38e                               |
| 127                               | Alessandro Tonelli (ITA)          | 40e                               |

| Euskaltel-Euskadi EUS | Euskaltel-Euskadi EUS    | Euskaltel-Euskadi EUS |
| --------------------- | ------------------------ | --------------------- |
| Num                   | Coureur                  | Pos                   |
| 131                   | Jon Aberasturi (ESP)     | AB-5                  |
| 132                   | Enekoitz Azparren (ESP)  | AB-5                  |
| 133                   | Xabier Berasategi (ESP)  | 22e                   |
| 134                   | Mikel Bizkarra (ESP)     | 15e                   |
| 135                   | Víctor de la Parte (ESP) | 28e                   |
| 136                   | Txomin Juaristi (ESP)    | 50e                   |
| 137                   | Gotzon Martín (ESP)      | 26e                   |

| Team Polti Kometa PTK | Team Polti Kometa PTK    | Team Polti Kometa PTK |
| --------------------- | ------------------------ | --------------------- |
| Num                   | Coureur                  | Pos                   |
| 141                   | Mattia Bais (ITA)        | 78e                   |
| 142                   | Paul Double (GBR)        | 6e                    |
| 143                   | Germán Darío Gómez (COL) | 71e                   |
| 144                   | Andrea Garosio (ITA)     | 43e                   |
| 145                   | Giovanni Lonardi (ITA)   | 91e                   |
| 146                   | Álex Martín (ESP)        | 25e                   |
| 147                   | Davide Piganzoli (ITA)   | AB-3                  |

| Tudor Pro Cycling Team TUD | Tudor Pro Cycling Team TUD   | Tudor Pro Cycling Team TUD |
| -------------------------- | ---------------------------- | -------------------------- |
| Num                        | Coureur                      | Pos                        |
| 151                        | Michael Storer (AUS)         | NP-2                       |
| 152                        | Alberto Dainese (ITA)        | 64e                        |
| 153                        | Robin Froidevaux (SUI)       | 90e                        |
| 154                        | Jacob Eriksson (SWE)         | 77e                        |
| 155                        | Lucas Eriksson (SWE) (route) | NP-5                       |
| 156                        | Arthur Kluckers (LUX)        | 98e                        |
| 157                        | Simon Pellaud (SUI)          | 76e                        |

| Uno-X Mobility UXM | Uno-X Mobility UXM             | Uno-X Mobility UXM |
| ------------------ | ------------------------------ | ------------------ |
| Num                | Coureur                        | Pos                |
| 161                | Alexander Kristoff (NOR)       | 65e                |
| 162                | Louis Bendixen (DEN)           | 105e               |
| 163                | Fredrik Dversnes (NOR) (route) | 21e                |
| 164                | Tord Gudmestad (NOR)           | AB-2               |
| 165                | Anders Johannessen (NOR)       | 96e                |
| 166                | Tobias Johannessen (NOR)       | 10e                |
| 167                | Johannes Kulset (NOR)          | DQ-3               |

| Equipo Kern Pharma EKP | Equipo Kern Pharma EKP   | Equipo Kern Pharma EKP |
| ---------------------- | ------------------------ | ---------------------- |
| Num                    | Coureur                  | Pos                    |
| 171                    | Urko Berrade (ESP)       | NP-2                   |
| 172                    | Marc Brustenga (ESP)     | 116e                   |
| 173                    | Pablo Castrillo (ESP)    | 5e                     |
| 174                    | Jordi López (ESP)        | AB-5                   |
| 175                    | Pau Miquel (ESP)         | 45e                    |
| 176                    | Diego Uriarte (ESP)      | 81e                    |
| 177                    | Antonio Jesús Soto (ESP) | 108e                   |

| Adria Mobil ADR | Adria Mobil ADR        | Adria Mobil ADR |
| --------------- | ---------------------- | --------------- |
| Num             | Coureur                | Pos             |
| 181             | Marcel Skok (SLO)      | 119e            |
| 182             | Tilen Finkšt (SLO)     | 72e             |
| 183             | Nicolas Gojković (CRO) | AB-3            |
| 184             | Barnabás Peák (HUN)    | 102e            |
| 185             | Anže Skok (SLO)        | 122e            |
| 186             | Jaka Špoljar (SLO)     | 132e            |
| 187             | Aljaž Turk (SLO)       | 114e            |

| Santic-Wibatech SWT | Santic-Wibatech SWT    | Santic-Wibatech SWT |
| ------------------- | ---------------------- | ------------------- |
| Num                 | Coureur                | Pos                 |
| 191                 | Mario Gamper (AUT)     | 109e                |
| 192                 | Michał Paluta (POL)    | 39e                 |
| 193                 | Piotr Pękala (POL)     | 54e                 |
| 194                 | Bartłomiej Proć (POL)  | 117e                |
| 195                 | Michael Peter (GER)    | 131e                |
| 196                 | Fabian Schormair (GER) | 129e                |
| 197                 | Szymon Tracz (POL)     | AB-3                |

| Pierre Baguette Cycling PBC | Pierre Baguette Cycling PBC | Pierre Baguette Cycling PBC |
| --------------------------- | --------------------------- | --------------------------- |
| Num                         | Coureur                     | Pos                         |
| 201                         | Tomáš Novák (CZE)           | AB-2                        |
| 202                         | Tomáš Kalojíros (CZE)       | 128e                        |
| 203                         | Andrej Líška (SVK)          | 94e                         |
| 204                         | Vilém Vostal (CZE)          | AB-3                        |
| 205                         | Samuel Skladan (SVK)        | 123e                        |
| 206                         | Martin Voltr (CZE)          | 101e                        |
| 207                         | Daniel Vysočan (CZE)        | 42e                         |

| Sava Kranj Cycling SAK | Sava Kranj Cycling SAK | Sava Kranj Cycling SAK |
| ---------------------- | ---------------------- | ---------------------- |
| Num                    | Coureur                | Pos                    |
| 211                    | Marcel Gladek (SLO)    | 130e                   |
| 212                    | Nejc Komac (SLO)       | NP-5                   |
| 213                    | Jaka Marolt (SLO)      | 53e                    |
| 214                    | Gašper Otoničar (SLO)  | 133e                   |
| 215                    | Teo Pečnik (SLO)       | 115e                   |
| 216                    | Grega Podlesnik (SLO)  | AB-2                   |
| 217                    | Matic Žumer (SLO)      | 118e                   |

| Ljubljana Gusto Santic LGS | Ljubljana Gusto Santic LGS   | Ljubljana Gusto Santic LGS |
| -------------------------- | ---------------------------- | -------------------------- |
| Num                        | Coureur                      | Pos                        |
| 221                        | James Derrick (AUS)          | AB-3                       |
| 222                        | Natan Gregorčič (SLO)        | 110e                       |
| 223                        | Dylan Hopkins (AUS)          | 93e                        |
| 224                        | Viktor Potočki (CRO) (route) | 126e                       |
| 225                        | Andrew Sampson (AUS)         | 121e                       |
| 226                        | Mihael Štajnar (SLO)         | 87e                        |
| 227                        | Li Ting Wei (TPE)            | 127e                       |